# 山下穂尊
山下 穂尊（やました ほたか、1982年8月27日 - ）は、日本のミュージシャン、作詞家、作曲家、ギタリスト。いきものがかりの元メンバーでギター（主にアコースティック・ギター）、ハーモニカを担当していた。神奈川県海老名市出身。神奈川県立厚木高等学校、一浪を経て法政大学社会学部卒業。

## 来歴
生まれは神奈川県厚木市、出身は海老名市で、メンバーのなかで唯一生まれも育ちも神奈川である。
名前の由来は、穂高岳、武尊山から。
よく「ほそん」と読み間違えられていた。
小学3年生の頃からピアノを習っていた。ギターは中学時代に通っていた塾の講師に教えてもらったのが始めるきっかけとなっており、最初に弾けるようになった曲は「心の旅」（チューリップ）である。
水野良樹とは高校まで同じ学校に在籍していたが、同じクラスになったのは小学1年生時と中学1年生時だけ（中学1年生時に同じクラスであったことは両者ともに覚えていなかった）で高校入学まであまり接点がなかったが、高校生になって同じ中学出身で実家が近かったこと、2人とも部活動に参加していなかったことから一時的に一緒に帰宅するようになる。その頃はデビューしたばかりのゆずが注目された影響で路上ライブが流行っていたこともあり、ゆずにはまった山下が水野に話を持ちかける形でいきものがかりを結成した。結成後に加入した吉岡聖恵は2人の同級生の妹である。
2021年6月2日、いきものがかりから同年夏を目途に脱退し芸能界を引退、作曲や執筆などの創作活動をはじめとする新たな道に進むことをバンドの公式ホームページで発表した。
脱退発表当時、脱退の理由には山下の過去の女性問題などの素行問題があるのではないか、本人はかなり前から他の2人のメンバーに迷惑を掛けたくない気持ちとマスコミに追い回された疲れがあったのではないか、メンバー3人はグループの「優等生」イメージに縛られるのに息苦しさを感じていたのではないか、と一部で報じられたが、真偽は不明。
2022年2月28日、ゆるミュージックほぼオールスターズに「満ちる愛・繋ぐ夢」を提供。

## 音楽活動
- 主にカップリング曲やアルバム収録曲の作詞・作曲を担当しており、「Happy Smile Again」「赤いかさ」やカバー曲、ライブ音源を除くすべてのカップリング曲の作詞・作曲は山下によるものである[13]。
  - 楽曲は水野とは対照的に短い時間（30分前後）で出来ることが多いが、これについて本人は「最初に出てきたフレーズを優先するのがこだわり[14]」「短時間で作った曲が評価されて長時間かけて作った曲が評価されないことがあるので、努力とは一体何なんだろうと思うことがある[15]」と語っている。
  - 曲作りを始めたのは高校2年生の時で、水野が曲を作っているのをみて「自分でも作れるのではないか」と思ったのがきっかけである。初めて作った曲を水野に見せたところ「もっといいものが作れる」と突き返されたが、その次に作った曲「地球」は水野に「相当焦りを感じた」と言わしめるほどの完成度だったという[16]。
- ライブでは基本的にエレクトリック・ギターを演奏することはなく、ハーモニカを演奏する関係でステージを動き回る吉岡や水野に比べると定位置から動くことは比較的少ない。

## その他
- 読書家で、移動や待ち時間などは基本的に読書をして過ごしている[17]。
- 初めて行ったライブは水野が高校時代に組んでいたバンド『Groovy★Jack』である[2]。
- 大学時代はアジアや中南米方面へたびたび海外旅行に行っており、現地のパソコンが日本語に対応していないため英文で書かれたメールで居場所を水野に教えていたという[5]。吉岡のスランプで活動休止していた頃もバックパッカーとして海外旅行をしており、帰国後に水野に内緒で吉岡を説得したところ、吉岡が1日であっさり立ち直り活動が再開された[18]。水野に伏せて吉岡を説得したのは、水野が説得する度に吉岡とぶつかり合いになっており、それを避けてちゃんと話し合いをしようという山下の考えからである。なお、そのとき水野は自動車免許を取りに山形の教習所にいた[19]。
- かなりの酒豪であり、ライブツアー中であっても訪れた街でバーなどを探し回ることがあるという[20]。シドの明希とは飲み仲間である（明希のブログより）ほか、現在も暇さえあれば帰省して地元の友達と酒を飲み明かしており、その中には吉岡が高校時代に付き合っていた元彼氏もいる[21]。酒が入ると上機嫌になるらしく、それが原因で自宅のプラズマテレビを叩いて壊してしまったことがあるという[22]。
- かつては実家で「ひっぽ」という犬を飼っていた（インディーズ時代のアルバムに写真が載っている）。
- ファッションセンスが良いらしく、デビュー初期はたいてい自前の衣装でテレビや雑誌に登場していた[23]。ほかにも左手の爪を染めていたり、デビュー時から黒髪の水野とは対照的に髪の色を頻繁に変えたりしている。
- 2020年5月8日に山下個人としては初の公式SNS(Instagram)[24] を開設し、旧友であるイラストレーターKITO氏のイラストと山下のポエムを組み合わせたイラストリーディング活動「梅の花咲く頃」を開始した。

## メディア出演
本節では山下単独での出演について記載する。いきものがかりでの出演はこちらを参照。

### テレビ
- ミュートマ2（テレビ神奈川、2017年4月 - ） - 毎週金曜日レギュラー[25]

### ラジオ
- いきものがかり・山下穂尊の上手投げ！！！ラジオ（FMヨコハマ、2016年10月1日~2021年7月31日毎週土曜日夜9:30~10:00に放送された。 ）[26]